# Districtes de Kenya
Les províncies de Kenya se subdivideixen en 71 districtes (wilaya). Els districtes i la capital de cadascun d'elles es van crear al començament del 2005. Hi ha també plans per a crear al voltant 30 districtes nous, però l'any 2007 encara no van ser posats en funcionament, encara que els noms i els capitals preliminars del districte s'han revelat ja.
Aquí teniu els districtes de Kenya amb les seves respectives capitals:
- Baringo (Kabarnet)
- Bomet (Bomet)
- Districte de Bondo (Bondo)
- Bungoma (Bungoma)
- Buret (Litein)
- Busia (Busia)
- Butere/Mumias (Butere)
- Embu (Embu)
- Garissa (Garissa)
- Gucha (Ogembo)
- Homa Bay (Homa Bay)
- Ijara (Ijara)
- Isiolo (Isiolo)
- Kajiado (Kajiado)
- Kakamega (Kakamega)
- Keiyo (Iten/Tambach)
- Kericho (Kericho)
- Kiambu (Kiambu)
- Kilifi (Kilifi)
- Kirinyaga (Kerugoya/Kutus)
- Kisii Central (Kisii)
- Kisumu (Kisumu)
- Kitui (Kitui)
- Koibatek (Eldama Ravine)
- Kuria (Kehancha)
- Kwale (Kwale)
- Laikipia (Nanyuki)
- Lamu (Lamu)
- Lugari (Lugari)
- Machakos (Machakos)
- Makueni (Makueni)
- Malindi (Malindi)
- Mandera (Mandera)
- Maragua (Maragua)
- Marakwet (Kapsowar)
- Marsabit (Marsabit)
- Mbeere (Mbeere)
- Meru Central (Meru)
- Meru North (Maua)
- Meru South (Chuka)
- Migori (Migori)
- Mombasa (Mombasa)
- Mount Elgon (Mount Elgon)
- Moyale (Moyale)
- Murang'a (Murang'a)
- Mwingi (Mwingi)
- Nairobi (Nairobi)
- Nakuru (Nakuru)
- Nandi (Kapsabet)
- Narok (Narok)
- Nyamira (Nyamira)
- Nyandarua (Ol Kalou)
- Nyando (Awasi)
- Nyeri (Nyeri)
- Rachuonyo (Oyugis)
- Samburu (Maralal)
- Siaya (Siaya)
- Suba (Mbita)
- Districte Taita-Taveta (Voi)
- Tana River (Tana River)
- Teso (Malaba)
- Tharaka (Tharaka)
- Thika (Thika)
- Trans Mara (Kilgoris)
- Trans Nzoia (Kitale)
- Turkana (Lodwar)
- Uasin Gishu (Eldoret)
- Vihiga (Vihiga)
- Wajir (Wajir)
- West Pokot (Kapenguria)